# Chymomyza distincta
Chymomyza distincta är en tvåvingeart som först beskrevs av Egger 1862.  Chymomyza distincta ingår i släktet Chymomyza och familjen daggflugor. Arten är reproducerande i Sverige. Inga underarter finns listade i Catalogue of Life.